# NGC 1700
NGC 1700 è una galassia ellittica situata nella costellazione dell'Eridano, a una distanza di circa 187 milioni di anni luce dalla nostra Via Lattea.

## Scoperta
La galassia è stata scoperta il 5 ottobre 1785 dall'astronomo britannico di origine tedesca William Herschel.

## Descrizione

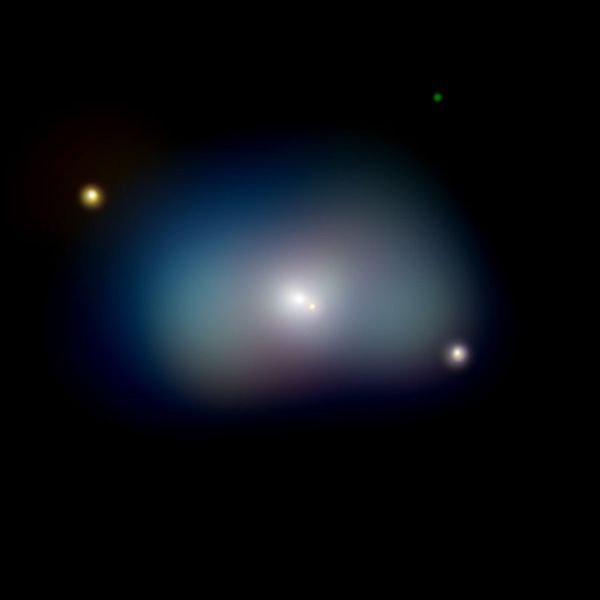
NGC 1700 nelle immagini riprese ai raggi X dal telescopio spaziale Chandra.

Le immagini ai raggi X riprese dal telescopio spaziale Chandra mostrano che il nucleo della galassia è contornato da un disco appiattito di gas in rotazione, che ha una temperatura di alcuni milioni di gradi e un diametro di circa 100'000 anni luce. Si ritiene che il disco si sia formato in seguito alla fusione di due galassie avvenuta circa tre miliardi di anni fa.

## Gruppo di NGC 1700
NGC 1700 è la più vasta e la più luminosa di un gruppo di galassie che porta il suo nome. Il Gruppo di NGC 1700 comprende almeno 7 galassie. Le altre sei galassie sono NGC 1729, NGC 1741, IC 399, IC 2102, PGC 16570 e PGC 16573. Da notare che NGC 1741 è in realtà una coppia di galassie costituita da PGC 16570 e PGC 16574.